# Équipe d'Argentine de football à la Copa América 1922
L'équipe d'Argentine de football participe à sa 6e Copa América lors de l'édition 1922 qui se tient à Rio de Janeiro au Brésil du 17 septembre au 22 octobre 1922

## Résultats

### Classement final
Les cinq équipes participantes sont réunies au sein d'une poule unique où chaque formation rencontre une fois ses adversaires. À l'issue des rencontres, l'équipe classée première remporte la compétition.
|   | Équipe    | Pts | J | G | N | P | BP | BC | Diff |
| - | --------- | --- | - | - | - | - | -- | -- | ---- |
| 1 | Paraguay  | 5   | 4 | 2 | 1 | 1 | 5  | 3  | +2   |
| 2 | Brésil    | 5   | 4 | 1 | 3 | 0 | 4  | 2  | +2   |
| 3 | Uruguay   | 5   | 4 | 2 | 1 | 1 | 3  | 1  | +2   |
| 4 | Argentine | 4   | 4 | 2 | 0 | 2 | 6  | 3  | +3   |
| 5 | Chili     | 1   | 4 | 0 | 1 | 3 | 1  | 10 | -9   |

| 28 septembre | Argentine | 4 | 0 | Chili     |
| 8 octobre    | Uruguay   | 1 | 0 | Argentine |
| 15 octobre   | Brésil    | 2 | 0 | Argentine |
| 18 octobre   | Argentine | 2 | 0 | Paraguay  |

### Matchs
| 28 septembre 1922                                                                                               | Argentine                                    | 4 – 0                                                                                                | Chili | Estádio das Laranjeiras (Rio de Janeiro)          |                                                   |
| | Chiessa 10e · Francia 36e, 41e · Gaslini 75e | (3 - 0)                                                                                              |       | Spectateurs : 2 500 Arbitrage : Ricardo Vallarino | Spectateurs : 2 500 Arbitrage : Ricardo Vallarino |
| Tesoriere - A. Celli, Castoldi - Chabrolín, Dellavalle, Solari - Chiessa, Libonatti, Gaslini, E. Celli, Francia | Équipes                                      | Balbontín - Vergara, Poirier - Elgueta, Catalán, González - Abello, Domínguez, Bravo, Ramírez, Varas |       | Spectateurs : 2 500 Arbitrage : Ricardo Vallarino | Spectateurs : 2 500 Arbitrage : Ricardo Vallarino |

| 8 octobre 1922                                                                                        | Uruguay     | 1 – 0 | Argentine | Estádio das Laranjeiras (Rio de Janeiro)      |                                               |
| | Buffoni 43e | (1 - 0) |           | Spectateurs : 14 000 Arbitrage : Pedro Santos | Spectateurs : 14 000 Arbitrage : Pedro Santos |
| Batignani - Urdinarán, Tejera - Aguerre, Zibechi, Vanzzino - Somma, Buffoni, Casanello, Romano, Otero | Équipes     | Tesoriere - A. Celli, Castoldi - Chabrolín, Dellavalle, Solari - Rofrano, Libonatti, Gaslini, E. Celli, Francia |           | Spectateurs : 14 000 Arbitrage : Pedro Santos | Spectateurs : 14 000 Arbitrage : Pedro Santos |

| 15 octobre 1922                                                                             | Brésil                        | 2 – 0 | Argentine | Estádio das Laranjeiras (Rio de Janeiro)          |                                                   |
|                                                                                             | Neco 42e · Amílcar 86e (pen.) | (1 - 0) |           | Spectateurs : 25 000 Arbitrage : Francisco Andreu | Spectateurs : 25 000 Arbitrage : Francisco Andreu |
| Kuntz - Palamone, Barthô - Laís, Amílcar, Fortes - Formiga, Neco, Héitor, Tatú, Rodrigues I | Équipes                       | Tesoriere - A. Celli, Sarasíbar - Chabrolín, Médici, Solari - Rivet, Libonatti, Gaslini, E. Celli, Francia |           | Spectateurs : 25 000 Arbitrage : Francisco Andreu | Spectateurs : 25 000 Arbitrage : Francisco Andreu |

| 18 octobre 1922                                                                                            | Argentine               | 2 – 0 | Paraguay | Estádio das Laranjeiras (Rio de Janeiro)       |                                                |
| | Francia 63e, 79e (pen.) | (0 - 0) |          | Spectateurs : 8 000 Arbitrage : Enrique Vignal | Spectateurs : 8 000 Arbitrage : Enrique Vignal |
| Tesoriere - A. Celli, Sarasíbar - Chabrolín, Médici, Solari - Rivet, De Césari, Gaslini, E. Celli, Francia | Équipes                 | Denis - Paredes, Mena Porta - Centurión Miranda, Fleitas Solich, Benítez Casco - Capdevila, Schaerer, López, Rivas, Erico |          | Spectateurs : 8 000 Arbitrage : Enrique Vignal | Spectateurs : 8 000 Arbitrage : Enrique Vignal |

## Navigation